# Boudimir Metalnikov
Boudimir Alexeïevitch Metalnikov (né le 27 septembre 1925 à Moscou et mort le 3 septembre 2001  dans la même ville) est un scénariste et réalisateur soviétique, puis russe.

## Biographie
Il est né dans la famille d'Alexeï Petrovitch Metalnikov et son épouse Zinaïda Gueorguievna, tous deux ingénieurs chimistes. En 1937, les parents furent déportés lors des Grandes Purges. Boudimir et sa sœur Marina, qui à cette époque n'avait que trois ans et demi, se retrouvèrent au centre de détention pour enfants des ennemis du peuple au Monastère Danilov. Ils ont été envoyés dans les orphelinats différents et se sont perdus de vue. Plus tard, tous les efforts de Metalnikov de retrouver sa sœur sont restés vains. En 1939, il fut envoyé à l'école professionnelle de Kirovograd où il a appris le métier d'électricien. Il s'est mis à écrire au proches et lointains parents. Sa tante vivant à Vorochilov lui a répondu. Elle lui a rappelé que l'appartement de ses parents à Moscou restait toujours à sa disposition et lui a envoyé de l'argent pour payer le voyage. A Moscou, il étudiait à l'école technique en survivant tant bien que mal les privations causées par la Seconde Guerre mondiale. Il est mobilisé à l'âge de dix-sept ans et envoyé sur le Front de Carélie dans les troupes aéroportées. Une grave blessure au bras l'immobilise pendant plusieurs mois à l'hôpital. Échappant à l'amputation, il garde des séquelles l’empêchant de retourner au combat. Déclaré invalide, il est démobilisé et rentre à Moscou où il suit les cours du soir. Il rencontre Vassili Soloviov, handicapé de la jambe à la suite d'une blessure de guerre, qui fait les études à la faculté des scénaristes de l'Institut national de la cinématographie. Ils sympathisent et Soloviov après avoir lu quelques écrits de Boudimir lui conseille de poursuivre dans cette voie.
Metalnikov est diplômé de l'Institut national de la cinématographie en 1954. En tout, il aura écrit le scénario pour une vingtaine de films répertoriés dont il a tourné trois lui-même à Lenfilm. Le mélodrame Amour d'Aliochka tourné d'après son scénario rencontre un vrai succès en 1961, il est vu par 23,7 millions de spectateurs.
Il est mort à Moscou et repose au cimetière Vagankovo.

## Filmographie

### Réalisateur

#### Cinéma
- 1962 : Les Soucis de demain (en russe : Завтрашние заботы) avec Grigori Aronov
- 1967 : Maison et propriétaire (ru)
- 1973 : Le Silence du Dr. Evans

### Scénariste

#### Cinéma
- 1956 : Krutye gorki
- 1959 : La Maison natale de Lev Kulidzhanov
- 1960 : L'Amour d'Aliochka
- 1960 : Une histoire simple
- 1966 : Sovest
- 1966 : Femmes
- 1968 : Dom i khozyain
- 1968 : Prokurorat
- 1970 : Tchaïkovski d'Igor Talankine
- 1972 : Parle-moi de toi
- 1973 : Molchaniye doktora Ivensa
- 1975 : O tekh, kogo pomnyu i lyublyu
- 1981 : Trois fois sur l'amour
- 1984 : Tikhiye vody gluboki
- 1985 : Nadezhda i opora
- 1985 : Polevaya gvardiya Mozzhukhina
- 1986 : Mglistye berega
- 1987 : Konets vechnosti d'Andrei Yermash
- 2004 : La Peau de salamandre

#### Télévision

##### Téléfilms
- 1993 : L'Ennemi intérieur